# Henri Maurel (militant)
Pour les articles homonymes, voir Henri Maurel et Maurel.
Henri Maurel, né le 27 octobre 1952 à Albi (Tarn) et mort le 16 février 2011 à Paris, est un militant des droits des personnes LGBT et animateur de radio consacré aux  musiques électroniques.

## Biographie
Après des études de lettres, Henri Maurel poursuit une carrière dans l’administration puis s’engage dans des associations humanitaires comme la Croix-Rouge française (CRF). Il devient un proche collaborateur d’Yvette Roudy, ministre socialiste des Droits de la femme. En 1985, il fonde le club « Les Gais pour les libertés » (GPL), association proche de Laurent Fabius,. Il devient ensuite conseiller auprès de la présidente de la Croix-Rouge française Georgina Dufoix, secrétaire général de l’association APARTS (appartements thérapeutiques pour les malades du Sida), trésorier adjoint du comité France Sida, et participe à la création de l'Organisation Pan Africaine de Lutte contre le SIDA (OPALS) en 1988 . Avec Gais pour les Libertés au sein du Parti Socialiste, avec Jean-Pierre Michel et Patrick Bloche principalement, il propose alors les bases d'un partenariat civil pour les couples hétérosexuels et homosexuels qui deviendra plus tard le PACS.
Il a été élu président d'honneur mais en aucun cas ne fut le fondateur de l'association Fréquence Gaie, mais du format House & Techno dès 1990. L'antenne a progressivement perdu son âme première jusqu'à 1998, année de la fin des programmes dédiés au VIH et de rencontres (petites annonces). ("la fréquence mais avait cessé de l'exploiter. ») Avec une petite équipe et le soutien des responsables des programmes musicaux (Patrick Rognant, Sal Russo), il développe les émissions techno et house au point d'acter auprès des autorités le changement de format et de nom. Radio FG a été une des premières radios dévolue aux musiques électroniques.
En 1992, il participe à la création de l'association ASUD (Auto support et réduction des risques parmi les usagers et ex usagers de drogues).
En mars 2008, il surprend en se présentant sur les listes de la droite à Paris 12e (en position non éligible).
Il quitte des postes opérationnels de la fonction publique pour se consacrer au développement de la station Radio FG et concourt à la reconnaissance de la musique électronique,. Il est aussi accusé d'avoir transformé une radio militante pro homosexuels ("Fréquence Gaie" puis "Future Génération") en radio purement commerciale centrée sur les musiques électroniques, mais sans beaucoup d'aspérités pro LGBT.
Avec le soutien de Jack Lang, il participe à la création de la manifestation festive et revendicative de la Techno Parade dès 1997 avec Radio FG qui déboucha sur la première édition en 1998,.
Il meurt à l'âge de 58 ans le 16 février 2011 à Paris. Ses obsèques sont célébrées le 22 février au crématorium du Père-Lachaise, où il est incinéré ; ses cendres sont par la suite dispersées à Albi,,.